# Ноум (Северна Дакота)
Ноум (енгл. Nome) град је у америчкој савезној држави Северна Дакота.

## Демографија
По попису из 2010. године број становника је 62, што је 8 (-11,4%) становника мање него 2000. године.
| Група             | 2000.      | 2010.       |
| Белци             | 67 (95,7%) | 62 (100,0%) |
| Афроамериканци    | 0 (0,0%)   | 0 (0,0%)    |
| Азијати           | 0 (0,0%)   | 0 (0,0%)    |
| Хиспаноамериканци | 0 (0,0%)   | 0 (0,0%)    |
| Укупно            | 70         | 62          |